# Radewijkerbeek
De Radewijkerbeek is een (deels gekanaliseerde) beek, die vanuit Duitsland bij het gehucht Radewijk Nederland binnenstroomt. Vanaf de Pekelbrug functioneert de beek ook als een stuk grens tussen beide landen. Bij Hardenberg kruist de beek het Kanaal Almelo-De Haandrik en stroomt vervolgens in de Overijsselse Vecht. De beek liep oorspronkelijk door de wijk Baalderveld. Hier loopt nog altijd een restant, de Oude Radewijkerbeek. Later is de beek naar het zuiden omgelegd.